# Albert II de Brunswick-Göttingen
Pour les articles homonymes, voir Albert II.
Albert II, dit « le Gros » (en allemand : Albrecht II. der Fette), né vers 1268 et mort le 22 septembre 1318, est un prince de la maison Welf, fils du duc Albert Ier de Brunswick. Il fut duc de Brunswick-Lunebourg ainsi que prince de Wolfenbüttel de 1279, prince de Göttingen de 1291 et à nouveau prince de Wolfenbüttel de 1292 à sa mort.

## Biographie
Albert II est le second fils d'Albert le Grand (1236-1279), duc de Brunswick-Lunebourg, et de sa deuxième épouse Alessine (morte en 1285), fille du marquis Boniface II de Montferrat. 
À la mort de son père, le 15 août 1279, ses trois fils mineurs Henri Ier, Albert II et Guillaume Ier lui succèdent conjointement à la tête de la principauté de Brunswick-Wolfenbüttel. Vers 1291, ils décident de se partager leurs terres. Albert obtient les villes et châteaux de Göttingen, Minden, Northeim, Calenberg et Hanovre, et fixe sa résidence au château de Göttingen.
En 1292, Guillaume meurt, et ses deux frères se disputent son héritage, c'est-à-dire la région de Brunswick même et de Wolfenbüttel. Albert II sort vainqueur de l'affrontement et réunit ces villes à ses possessions, lorsque Henri a conservé la principauté de Grubenhagen.
Albert meurt en 1318 et fut enterré dans la cathédrale de Brunswick.

## Descendance
En 1284, Albert épouse Rixa (morte en 1317), fille du prince Henri Ier de Mecklembourg-Werle-Güstrow. Treize enfants sont nés de cette union :
- Adélaïde (1290-1311), épouse en 1306 le landgrave Jean de Hesse ;
- Othon (1292-1344), prince de Göttingen ;
- Mathilde (1293-1356), épouse le comte Henri V de Honstein-Sondershausen ;
- Albert (1294-1359), évêque d'Halberstadt ;
- Guillaume (1295-1318), chevalier teutonique ;
- Henri III de Brunswick-Lunebourg (de) (1296-1363), évêque de Hildesheim ;
- Risca (1298-1317), nonne à l'abbaye de Wienhausen ;
- Jean (1300-1321), chevalier teutonique ;
- Bruno (1303-1306) ;
- Magnus Ier (1304-1369), prince de Wolfenbüttel ;
- Ernest (1305-1367), prince de Göttingen ;
- Lüder (1307-1319) ;
- Judith (1309-1332).